# Hector Wissenschaftspreis
Seit 2009 vergibt die Hector Stiftung II der Eheleute Hans-Werner und Josephine Hector jährlich den Hector Wissenschaftspreis in Höhe von 150.000 Euro. Mit dem Preis werden Professoren deutscher Universitäten und Forschungseinrichtungen aus den MINT-Bereichen für „ihre herausragenden Forschungsleistungen, ihr Engagement in der Lehre und in der Förderung des wissenschaftlichen Nachwuchses sowie ihren übergreifenden Beitrag zur Weiterentwicklung von Lehre, Wissenschaft oder ihrer Hochschule“ ausgezeichnet.
Die Preisträger werden zum Hector Fellow ernannt und als Mitglied in die Hector Fellow Academy aufgenommen.

## Preisträger
- 2008: Peter Gumbsch, Doris Wedlich, Martin Wegener
- 2009: Thomas Elbert, Manfred M. Kappes, Franz Nestmann
- 2010: Stephen K. Hashmi, Juerg Leuthold, Jens Timmer
- 2011: Axel Meyer, Nikolaus Pfanner, Hilbert von Löhneysen
- 2012: Immanuel Bloch, Günter Ziegler, Eberhart Zrenner
- 2013: Antje Boetius, Christoph Klein, Karl Leo
- 2014: Eva Grebel, Thomas Lengauer
- 2015: Peter Hegemann
- 2016: Ralf Bartenschlager
- 2017: Brigitte Röder
- 2018: Bernhard Schölkopf
- 2019: Wolfgang Wernsdorfer
- 2020: Patrick Cramer
- 2021: Katrin Amunts
- 2022: Anna Wienhard, Christian Haass
- 2023: Magdalena Götz, Klaus-Robert Müller
- 2024: Stefanie Dehnen, Matthias Tschöp